# Séamus Coleman
Séamus Coleman (Killybegs, 11 oktober 1988) is een Iers voetballer die doorgaans als rechtsback speelt. Hij verruilde Sligo Rovers in januari 2009 voor Everton. Coleman debuteerde in 2011 in het Iers voetbalelftal, waarmee hij actief was op onder meer het EK 2012 en EK 2016.

## Carrière
Coleman begon met voetballen bij St Catherine's, dat hij in 2006 verruilde voor Sligo Rovers. Nadat hij drie jaar had gespeeld in de middenmoot van de Premier Division, haalde Everton hem in januari 2009 naar Engeland. Dit bleek het begin van een periode van meer dan tien jaar bij de club. Die werd alleen 2,5 maand onderbroken in maart-mei 2010 voor een verhuur aan Blackpool.
Coleman maakte op 22 oktober 2009 zijn debuut voor Everton. Coach David Moyes gaf hem toen een basisplaats in een met 5–0 verloren wedstrijd in de Europa League uit tegen Benfica. Zijn debuut in de Premier League volgde drie dagen later. Moyes liet hem toen in de 80e minuut invallen voor John Heitinga in een met 3–2 verloren wedstrijd uit bij Bolton Wanderers. Coleman werd in het seizoen 2010/11 een vaste waarde bij Everton. Hij maakte op 6 november 2010 zijn eerste doelpunt voor de club. Hij zorgde toen voor de 2–2 in een competitiewedstrijd uit bij Blackpool, tevens de eindstand. Coach Marco Silva benoemde Coleman in augustus 2019 tot nieuwe aanvoerder van Everton, als opvolger van de vertrokken Phil Jagielka. Hij speelde in september 2019 zijn 250e wedstrijd voor de club in de Premier League.

## Clubstatistieken
| Seizoen         | Club               | Competitie       | Competitie | Competitie | Beker | Beker | Internationaal | Internationaal | Totaal | Totaal |
| Seizoen         | Club               | Competitie       | Wed.       | Dlp.       | Wed.  | Dlp.  | Wed.           | Dlp.           | Wed.   | Dlp.   |
| --------------- | ------------------ | ---------------- | ---------- | ---------- | ----- | ----- | -------------- | -------------- | ------ | ------ |
| 2006            | Sligo Rovers       | Premier Division | 3          | 0          | 0     | 0     | —              | —              | 3      | 0      |
| 2007            | Sligo Rovers       | Premier Division | 26         | 0          | 0     | 0     | —              | —              | 26     | 0      |
| 2008            | Sligo Rovers       | Premier Division | 26         | 1          | 0     | 0     | —              | —              | 26     | 1      |
| Club totaal     | Club totaal        | Club totaal      | 55         | 1          | 0     | 0     | 0              | 0              | 55     | 1      |
| 2009/10         | Everton            | Premier League   | 3          | 0          | 1     | 0     | 3              | 0              | 7      | 0      |
| Club totaal     | Club totaal        | Club totaal      | 3          | 0          | 1     | 0     | 3              | 0              | 7      | 0      |
| 2009/10         | → Blackpool (huur) | Championship     | 12         | 1          | 0     | 0     | —              | —              | 12     | 1      |
| Club totaal     | Club totaal        | Club totaal      | 12         | 1          | 0     | 0     | 0              | 0              | 12     | 1      |
| 2010/11         | Everton            | Premier League   | 34         | 4          | 6     | 2     | —              | —              | 40     | 6      |
| 2011/12         | Everton            | Premier League   | 18         | 0          | 6     | 0     | —              | —              | 24     | 0      |
| 2012/13         | Everton            | Premier League   | 26         | 0          | 5     | 1     | —              | —              | 31     | 1      |
| 2013/14         | Everton            | Premier League   | 36         | 6          | 5     | 1     | —              | —              | 41     | 7      |
| 2014/15         | Everton            | Premier League   | 35         | 3          | 2     | 0     | 5              | 2              | 42     | 5      |
| 2015/16         | Everton            | Premier League   | 28         | 1          | 6     | 0     | —              | —              | 34     | 1      |
| 2016/17         | Everton            | Premier League   | 26         | 4          | 2     | 0     | —              | —              | 28     | 4      |
| 2017/18         | Everton            | Premier League   | 12         | 0          | 0     | 0     | 0              | 0              | 12     | 0      |
| 2018/19         | Everton            | Premier League   | 29         | 2          | 1     | 0     | —              | —              | 30     | 2      |
| 2019/20         | Everton            | Premier League   | 20         | 0          | 3     | 0     | —              | —              | 23     | 0      |
| Club totaal     | Club totaal        | Club totaal      | 267        | 20         | 37    | 4     | 8              | 2              | 312    | 26     |
| Carrière totaal | Carrière totaal    | Carrière totaal  | 334        | 22         | 37    | 4     | 11             | 2              | 382    | 28     |

Bijgewerkt tot en met 30 juni 2020.

## Interlandcarrière
Coleman debuteerde op 8 februari 2011 in het Iers voetbalelftal. Bondscoach Giovanni Trapattoni gunde hem die dag een basisplaats in een met 3–0 gewonnen oefeninterland tegen Wales. Na zes oefeninterlands speelde hij op 12 oktober 2012 voor het eerst een interland waarin meer op het spel stond dan prestige. Trapattoni stelde hem toen op in een met 1–6 verloren kwalificatiewedstrijd voor het WK 2014 tegen Duitsland. Coleman was op 11 oktober 2013 voor het eerst aanvoerder van de nationale ploeg. Ook dit was in een WK-kwalificatiewedstrijd tegen Duitsland, maar dan uit. De Duitsers wonnen deze keer met 3–0.
Coleman plaatste zich met Ierland voor het EK 2016, zijn eerste eindtoernooi. Hierop liet bondscoach Martin O'Neill hem alle vier de wedstrijden van de Ieren van begin tot eind spelen. Coleman maakte op 6 oktober 2016 zijn eerste interlanddoelpunt. Hij schoot toen het enige doelpunt van de wedstrijd binnen in een met 1–0 gewonnen kwalificatiewedstrijd voor het WK 2018 thuis tegen Georgië. Coleman brak op 24 maart 2017 zijn been als gevolg van een tackle van Neil Taylor in een WK-kwalificatiewedstrijd tegen Wales. Hierdoor miste hij de rest van de kwalificatiereeks, inclusief de play-offs tegen Denemarken. Coleman speelde op 23 maart 2018, op één dag na precies een jaar na zijn beenbreuk, zijn 44e interland.
| Interlands van Séamus Coleman voor Ierland | Interlands van Séamus Coleman voor Ierland | Interlands van Séamus Coleman voor Ierland | Interlands van Séamus Coleman voor Ierland | Interlands van Séamus Coleman voor Ierland | Interlands van Séamus Coleman voor Ierland | Interlands van Séamus Coleman voor Ierland |
| №                                          | Datum                                      | Wedstrijd                                  | Uitslag                                    | Soort wedstrijd                            | Doelpunten                                 |                                            |
| Als speler bij Everton                     | Als speler bij Everton                     | Als speler bij Everton                     | Als speler bij Everton                     | Als speler bij Everton                     | Als speler bij Everton                     | Als speler bij Everton                     |
| ------------------------------------------ | ------------------------------------------ | ------------------------------------------ | ------------------------------------------ | ------------------------------------------ | ------------------------------------------ | ------------------------------------------ |
| 1.                                         | 8 februari 2011                            | Ierland – Wales                            | 3 – 0                                      | Carling Nations Cup                        |                                            |                                            |
| 2.                                         | 24 mei 2011                                | Ierland – Noord-Ierland                    | 5 – 0                                      | Carling Nations Cup                        |                                            |                                            |
| 3.                                         | 29 mei 2011                                | Ierland – Schotland                        | 1 – 0                                      | Carling Nations Cup                        |                                            |                                            |
| 4.                                         | 7 juni 2011                                | Italië – Ierland                           | 0 – 2                                      | Vriendschappelijk                          |                                            |                                            |
| 5.                                         | 15 augustus 2012                           | Servië – Ierland                           | 0 – 0                                      | Vriendschappelijk                          |                                            |                                            |
| 6.                                         | 11 september 2012                          | Kazachstan – Ierland                       | 1 – 2                                      | Kwalificatie WK 2014                       |                                            |                                            |
| 7.                                         | 12 oktober 2012                            | Ierland – Duitsland                        | 1 – 6                                      | Kwalificatie WK 2014                       |                                            |                                            |
| 8.                                         | 16 oktober 2012                            | Faeröer – Ierland                          | 1 – 4                                      | Kwalificatie WK 2014                       |                                            |                                            |
| 9.                                         | 14 november 2012                           | Ierland – Griekenland                      | 0 – 1                                      | Vriendschappelijk                          |                                            |                                            |
| 10.                                        | 22 maart 2013                              | Zweden – Ierland                           | 0 – 0                                      | Kwalificatie WK 2014                       |                                            |                                            |
| 11.                                        | 26 maart 2013                              | Ierland – Oostenrijk                       | 2 – 2                                      | Kwalificatie WK 2014                       |                                            |                                            |
| 12.                                        | 29 mei 2013                                | Engeland – Ierland                         | 1 – 1                                      | Vriendschappelijk                          |                                            |                                            |
| 13.                                        | 7 juni 2013                                | Ierland – Faeröer                          | 3 – 0                                      | Kwalificatie WK 2014                       |                                            |                                            |
| 14.                                        | 11 juni 2013                               | Spanje – Ierland                           | 2 – 0                                      | Vriendschappelijk                          |                                            |                                            |
| 15.                                        | 14 augustus 2013                           | Wales – Ierland                            | 0 – 0                                      | Vriendschappelijk                          |                                            |                                            |
| 16.                                        | 6 september 2013                           | Ierland – Zweden                           | 1 – 2                                      | Kwalificatie WK 2014                       |                                            |                                            |
| 17.                                        | 10 september 2013                          | Oostenrijk – Ierland                       | 1 – 0                                      | Kwalificatie WK 2014                       |                                            |                                            |
| 18.                                        | 11 oktober 2013                            | Duitsland – Ierland                        | 3 – 0                                      | Kwalificatie WK 2014                       |                                            |                                            |
| 19.                                        | 15 oktober 2013                            | Ierland – Kazachstan                       | 3 – 1                                      | Kwalificatie WK 2014                       |                                            |                                            |
| 20.                                        | 15 november 2013                           | Ierland – Letland                          | 3 – 0                                      | Vriendschappelijk                          |                                            |                                            |
| 21.                                        | 5 maart 2014                               | Ierland – Servië                           | 1 – 2                                      | Vriendschappelijk                          |                                            |                                            |
| 22.                                        | 25 mei 2014                                | Ierland – Turkije                          | 1 – 2                                      | Vriendschappelijk                          |                                            |                                            |
| 23.                                        | 31 mei 2014                                | Italië – Ierland                           | 0 – 0                                      | Vriendschappelijk                          |                                            |                                            |
| 24.                                        | 7 september 2014                           | Georgië – Ierland                          | 1 – 2                                      | Kwalificatie EK 2016                       |                                            |                                            |
| 25.                                        | 14 november 2014                           | Schotland – Ierland                        | 1 – 0                                      | Kwalificatie EK 2016                       |                                            |                                            |
| 26.                                        | 29 maart 2015                              | Ierland – Polen                            | 1 – 1                                      | Kwalificatie EK 2016                       |                                            |                                            |
| 27.                                        | 7 juni 2015                                | Ierland – Engeland                         | 0 – 0                                      | Vriendschappelijk                          |                                            |                                            |
| 28.                                        | 13 juni 2015                               | Ierland – Schotland                        | 1 – 1                                      | Kwalificatie EK 2016                       |                                            |                                            |
| 29.                                        | 7 september 2015                           | Ierland – Georgië                          | 1 – 0                                      | Kwalificatie EK 2016                       |                                            |                                            |
| 30.                                        | 11 oktober 2015                            | Polen – Ierland                            | 2 – 1                                      | Kwalificatie EK 2016                       |                                            |                                            |
| 31.                                        | 13 november 2015                           | Bosnië en Herzegovina – Ierland            | 1 – 1                                      | Kwalificatie EK 2016                       |                                            |                                            |
| 32.                                        | 16 november 2015                           | Ierland – Bosnië en Herzegovina            | 2 – 0                                      | Kwalificatie EK 2016                       |                                            |                                            |
| 33.                                        | 25 maart 2016                              | Ierland – Zwitserland                      | 1 – 0                                      | Vriendschappelijk                          |                                            |                                            |
| 34.                                        | 27 mei 2016                                | Ierland – Nederland                        | 1 – 1                                      | Vriendschappelijk                          |                                            |                                            |
| 35.                                        | 13 juni 2016                               | Ierland – Zweden                           | 1 – 1                                      | EK 2016                                    |                                            |                                            |
| 36.                                        | 18 juni 2016                               | België – Ierland                           | 3 – 0                                      | EK 2016                                    |                                            |                                            |
| 37.                                        | 22 juni 2016                               | Italië – Ierland                           | 0 – 1                                      | EK 2016                                    |                                            |                                            |
| 38.                                        | 26 juni 2016                               | Frankrijk – Ierland                        | 2 – 1                                      | EK 2016                                    |                                            |                                            |